# 美麗的錯誤
《美麗的錯誤》（英語：The Dreamy Fallacy）是一部以李泰祥經典歌曲串組而成的音樂劇，描寫一個天才作曲家的藝術、愛情與生命，也映射出李泰祥的作品精神。本劇共有兩個版本，第一版由楊忠衡擔任藝術總監，鄭智文導演，楊忠衡與鄭智文共同編劇，陳哲聖音樂設計，張韶君舞蹈設計，魏世芬歌唱詮釋指導，鄭培絢舞台設計、歐衍穀燈光設計，謝建國服裝設計，黃東漢指揮。
第二版由楊忠衡擔任藝術總監與編劇，伍錦濤導演與舞蹈設計，王倩婷擔任音樂總監、轉場樂作曲與編曲，黃東漢指揮，魏世芬歌唱詮釋指導，房國彥舞台設計，黃祖延燈光設計，林恒正服裝設計，2011年8月26日至28日在中山堂 (台北市)演出。編曲者還有陳主惠、簡皎竹、魏曉容。
本劇由「廣藝劇場」製作演出，該劇場係由「廣藝基金會」所創設的表演藝術創作系列節目，於2010年推出第一部作品《美麗的錯誤》。

## 《美麗的錯誤》第一版曲目表
- 橄欖樹（詞：三毛 (作家)／曲：李泰祥）
- 一條日光大道（詞：三毛 (作家)／曲：李泰祥）
- 青夢湖（詞：蓉子／曲：李泰祥）
- 歡顏（詞：沈呂百／曲：李泰祥）
- 愛的世界（詞：李泰祥／曲：李泰祥）
- 走在雨中（詞：李泰祥／曲：李泰祥）
- 答案（詞：羅青哲／曲：李泰祥）
- 春天的浮雕（詞：羅門／曲：李泰祥）
- 他的眸子（詞：王玉萍／曲：李泰祥）
- 寄語（詞：呂啟瑞／曲：李泰祥）
- 完整的一個人（詞：錢懷琪／曲：李泰祥）
- 酒與歲月（詞：李格弟（黃慶綺）／曲：李泰祥）
- 黃山（詞：馬森 (作家)／曲：李泰祥）
- 請你（詞：李格弟（黃慶綺）／曲：李泰祥）
- 告別（詞：李格弟（黃慶綺）／曲：李泰祥）
- 錯誤（詞：鄭愁予／曲：李泰祥）
- 菊嘆（詞：向陽 (詩人)／曲：李泰祥）
- 情婦（詞：鄭愁予／曲：李泰祥）
- 小木屐（詞：余光中／曲：李泰祥）
- 雨絲（詞：鄭愁予／曲：李泰祥）
- 當你愛我時（詞：余光中／曲：李泰祥）
- 祝福（詞：王小虎／曲：李泰祥）
- 今年的湖畔會很冷（詞：沈呂百／曲：李泰祥）
- 過時的舞步（詞：錢懷琪／曲：李泰祥）
- 歌（詞：瘂弦／曲：李泰祥）
- 你的小手是暖暖的愛意（詞：鄭華娟／曲：李泰祥）
- 輪迴（詞：鐘籬之／曲：李泰祥）
- 你是我所有的回憶（詞：侯德健／曲：李泰祥）

## 《美麗的錯誤》第二版曲目表
- 橄欖樹（詞：三毛 (作家)／曲：李泰祥）
- 一條日光大道（詞：三毛 (作家)／曲：李泰祥）
- 青夢湖（詞：蓉子／曲：李泰祥）
- 歡顏（詞：沈呂百／曲：李泰祥）
- 愛的世界（詞：李泰祥／曲：李泰祥）
- 走在雨中（詞：李泰祥／曲：李泰祥）
- 答案（詞：羅青哲／曲：李泰祥）
- 春天的浮雕（詞：羅門／曲：李泰祥）
- 他的眸子（詞：王玉萍／曲：李泰祥）
- 寄語（詞：呂啟瑞／曲：李泰祥）
- 完整的一個人（詞：錢懷琪／曲：李泰祥）
- 酒與歲月（詞：李格弟（黃慶綺）／曲：李泰祥）
- 黃山（詞：馬森 (作家)／曲：李泰祥）
- 請你（詞：李格弟（黃慶綺）／曲：李泰祥）
- 告別（詞：李格弟（黃慶綺）／曲：李泰祥）
- 錯誤（詞：鄭愁予／曲：李泰祥）
- 菊嘆（詞：向陽 (詩人)／曲：李泰祥）
- 情婦（詞：鄭愁予／曲：李泰祥）
- 小木屐（詞：余光中／曲：李泰祥）
- 雨絲（詞：鄭愁予／曲：李泰祥）
- 當你愛我時（詞：余光中／曲：李泰祥）
- 祝福（詞：王小虎／曲：李泰祥）
- 今年的湖畔會很冷（詞：沈呂百／曲：李泰祥）
- 過時的舞步（詞：錢懷琪／曲：李泰祥）
- 相遇（詞：姬秀愚／曲：李泰祥）
- 歌（詞：瘂弦／曲：李泰祥）
- 你的小手是暖暖的愛意（詞：鄭華娟／曲：李泰祥）
- 輪迴（詞：鐘籬之／曲：李泰祥）
- 你是我所有的回憶（詞：侯德健／曲：李泰祥）

## 演出時間與主要演員
- 2011年8月26日-28日，中山堂 (台北市)（第二版）

繆斯女神：許景淳　飾／作曲家：葉文豪　飾／才女：洪瑞襄　飾／作家：程伯仁　飾／學弟：江翊睿　飾／守護天使：鍾筱丹　飾／女歌手：管罄　飾／初戀少女：楊斯琪　飾／小女孩、群戲：買黛兒‧丹希羅倫　飾／同學、群戲：高丞賢　飾／舞者繆斯女神：林秀潔／流浪舞蹈劇場／黃東漢指揮廣藝愛樂
- 2010年12月22日-23日，桃園龜山廣藝廳（第一版）

作曲家：葉文豪　飾／繆斯女神：羅美玲　飾／尋夢的女孩、流浪者、賓客、幻想舞者：鍾筱丹　飾／才女、學生、流浪者：陳品伶　飾／女歌手、學生、才女母、流浪者、幻想舞者：管罄　飾／作家、才女父、音樂老師、新郎、幻想舞者：韓豈杰　飾／學弟、賓客、幻想舞者：陳敬堯　飾／小女孩、學生、流浪者、賓客、幻想舞者：盧崇瑋　飾／黃東漢指揮

## 外部連結
- 廣藝基金會 （页面存档备份，存于）
- 經典作變音樂劇 李泰祥激動落淚 （页面存档备份，存于）